# John Atkinson, Baron Atkinson

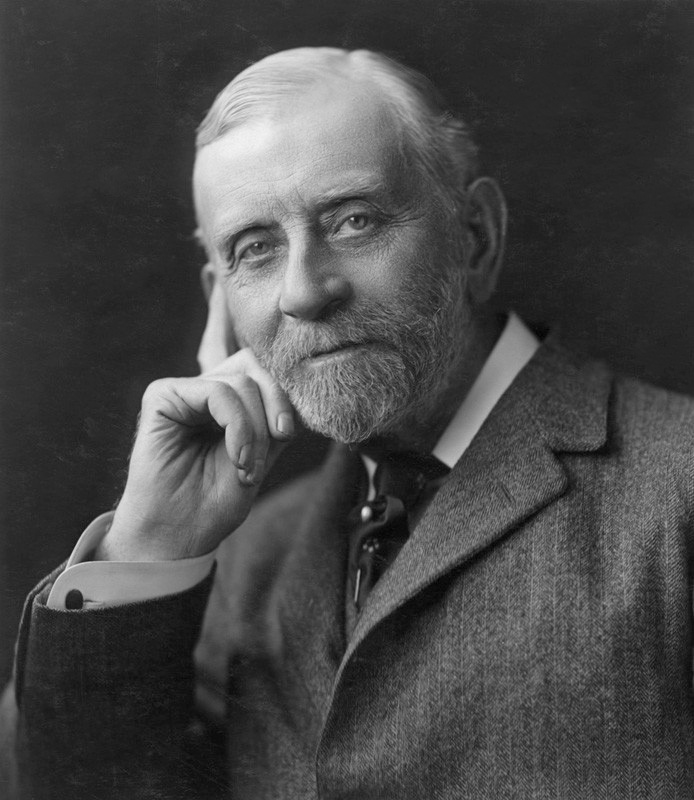
John Atkinson, Baron Atkinson

John Atkinson, Baron Atkinson PC QC (* 13. Dezember 1844 in Drogheda, County Louth, Irland; † 13. März 1932 in London) war ein irisch-britischer Jurist und Politiker, der zehn Jahre lang Abgeordneter des House of Commons und zuletzt als Lord of Appeal in Ordinary aufgrund des Appellate Jurisdiction Act 1876 als Life Peer auch Mitglied des House of Lords war.

## Leben
Nach dem Besuch der Belfast Royal Academy absolvierte Atkinson ein Studium der Rechtswissenschaften am Queen’s College, Galway und erhielt nach dessen Beendigung 1865 die anwaltliche Zulassung durch die irische Rechtsanwaltskammer (King’s Inns) in Dublin. Im Anschluss war er als Barrister in Irland tätig und wurde 1880 Kronanwalt (Queen’s Counsel) sowie 1885 sogenannter „Bencher“ der Anwaltskammer von King’s Inns.
Nachdem er als Nachfolger von Dodgson Hamilton Madden zwischen 1889 und seiner Ablösung durch Edward Carson 1892 Solicitor General für Irland war, wurde er am 8. Juli 1895 als Nachfolger von Hugh Hyacinth O’Rorke MacDermot Generalstaatsanwalt (Attorney General) für Irland und übte dieses Amt zehn Jahre lang bis zu seiner Ablösung durch James Campbell am 4. Dezember 1905 aus. Zugleich war Atkinson, der 1895 auch Mitglied des irischen Privy Council wurde, vom 13. Juli 1895 bis 1905 Abgeordneter des House of Commons und vertrat in diesem den Wahlkreis Londonderry.
Zuletzt wurde Atkinson durch ein Letters Patent vom 19. Dezember 1905 aufgrund des Appellate Jurisdiction Act 1876 als Life Peer mit dem Titel Baron Atkinson, of Glenwilliam in the County of Limerick, zum Mitglied des House of Lords in den Adelsstand berufen und wirkte bis 1928 als Lordrichter (Lord of Appeal in Ordinary). Er war damit der erste aus Irland stammende Lordrichter, der zuvor kein Richteramt ausgeübt hatte. Darüber hinaus wurde er 1905 auch Privy Councillor. In der Folge zog er sich aus der aktiven Politik teilweise zurück und konzentrierte sich auf irische Belange. Sein Richteramt legte er erst 1928 nieder.